# 霍恩洛厄家族
霍恩洛厄家族（發音：[hoːənˈloːə]）是德意志貴族家庭，來自法蘭克尼亞地區，此家族在1450年成為伯爵，後又升格為親王國；最終在1806年成立的萊茵邦聯中分割併入巴伐利亞、符騰堡兩個王國。在霍恩洛厄被兼併之際，他們擁有1,760平方公里的領土，以及108,000人口。萊茵邦聯的成立雖然終結了親王國，但並未奪取家族的財產，直到德意志帝國垮台前，霍恩洛厄等貴族家庭仍然擁有部分政治特權，如在巴伐利亞、普魯士、符騰堡等邦國，霍恩洛厄家族都可世襲帝國議會議員資格；他們在1825年時更由德意志邦聯議會授予了「殿下」（Durchlaucht）的尊稱。

## 歷史
霍恩洛厄家族最早的紀載可以追溯到1153年，魏克斯海姆領主康拉德之子小康拉德，自稱繼承了烏芬海姆附近的霍拉赫城堡（Hohlach，又作Hohenloch 或 Hohenlohe），他的影響力也逐步在科赫爾河、雅格斯特河、陶貝爾河一帶發展，這個地區也被稱作霍恩洛厄高原，但該地在1378年被售予紐倫堡城堡伯爵。
於1183年逝世的海因里希一世（Heinrich I）是第一位以霍恩洛厄為姓氏的領主；到1230年，他的兩個孫子哥特弗里德（Gottfried）、康拉德（Conrad）)因支持皇帝腓特烈二世而獲得封地，以他們所領的城堡命名為霍恩洛厄─霍恩洛厄（Hohenlohe-Hohenlohe）與霍恩洛厄─布勞內克（Hohenlohe-Brauneck），但後者在1390年絕嗣，領地輾轉由布蘭登堡藩侯接收。
霍恩洛厄─霍恩洛厄往後又形成數個分支，其中以霍恩洛厄─魏克斯海姆（Hohenlohe-Weikersheim）與霍恩洛厄─烏芬海姆─斯佩克菲爾德（ Hohenlohe-Uffenheim-Speckfeld）較值得一提。霍恩洛厄─魏克斯海姆始於伯爵克拉夫特一世（Kraft I, 1266–1313），在往後也出現多個分支，特別在1551年阿爾貝特（Albert）與格奧爾格（Georg）兩位伯爵去世之後，霍恩洛厄─諾伊恩斯坦因（Hohenlohe-Neuenstein）與霍恩洛厄─瓦爾登堡（Hohenlohe-Waldenburg）支系分別由格奧爾格的子嗣創立。霍恩洛厄─烏芬海姆─斯佩克菲爾德則於1412年絕嗣，其領地透過複雜的聯姻而被分割兼併。出身霍恩洛厄家系的另一位格奧爾格曾於1418至1423年間出任匈牙利埃斯泰爾戈姆大主教，也是匈牙利國王（後來兼任波希米亞國王及神聖羅馬皇帝）西吉斯蒙德的廷臣
1450年，羅馬人的國王腓特烈三世（他在1452年加冕為帝）授予霍恩洛厄家的克拉夫特五世（Kraft V, 1429–1472）與阿爾布雷希特（Albrecht）兄弟分別擔任霍恩洛厄伯爵與齊根海恩伯爵的頭銜與封地。阿爾布雷希特的母親伊莉莎白來自哈瑙，透過繼承方式取得了萊茵河中游的齊根海恩，但該地始終由黑森伯国控制，霍恩洛厄家族最終放棄了對齊根海恩的聲稱。
霍恩洛厄家族的財產大都位於弗兰肯行政圈，並在此區的帝國議會中擁有兩個席位。而他們在法蘭克尼亞的帝國伯爵院中也擁有六個席位，在帝國議會中的投票權與影響力也使霍恩洛厄家族躋身高等貴族之列。
現存的霍恩洛厄家族支系來自於諾伊恩斯坦因、瓦爾登堡兩家，分別在1551年由格奧爾格的兩個兒子路德維希·卡希米爾（Ludwig Casimir, 1568年逝世）與埃貝哈德（Eberhard, 1570年逝世）建立，前者為新教徒，後者則信奉羅馬公教。
霍恩洛厄─諾伊恩斯坦因家系隨後歷經了多次分家與合併，並於1631年時繼承了格萊亨的城堡；然而，諾伊恩斯坦因家系的嫡系在1805年絕嗣，旁系於1701年時一分為三：蘭根堡（Langenburg）、英格爾芬根（Ingelfingen）、基希貝格（Kirchberg）。除了基希貝格家系在1861年絕嗣，其餘兩支都延續至今，只是英格爾芬根家的嫡系也已在1960年絕嗣，改由旁系的霍恩洛厄─厄林根（Hohenlohe-Öhringen）取代。
同時，信奉羅馬公教的霍恩洛厄─瓦爾登堡家系也分為三支，但其中兩支已在1729年絕嗣，僅存部分又分作希靈斯菲斯特（Schillingsfürst）、巴爾騰斯坦因（Bartenstein）兩支。目前，霍恩洛厄家系仍存瓦爾登堡、希靈斯菲斯特、雅格斯特貝格（Jagstberg）、巴爾騰斯坦因四支；其中，希靈斯菲爾斯特曾經繼承了拉蒂博爾公國，也從1834年起繼承了科爾菲的帝國修道院領地。
神聖羅馬皇帝在1744年授予霍恩洛厄─瓦爾登堡家族親王頭銜，其領地在1757年時也被提升為親王國；諾伊恩斯坦因（厄林根）則在1764年取得親王頭銜。1772年，諾伊恩斯坦因與蘭根堡領地也升格為親王國。

## 著名家族成員
- 海因里希·馮·霍恩洛厄（Heinrich von Hohenlohe）：13世紀時曾任條頓騎士團大團長
- 戈特弗里德·馮·霍恩洛厄（Gottfried von Hohenlohe）：14世紀時曾任條頓騎士團大團長
- 腓特烈·路德維希·馮·霍恩洛厄-英格爾芬根（Friedrich Ludwig von Hohenlohe-Ingelfingen, 1746–1818）：普魯士將領
- 路德維希·阿洛伊斯·霍恩洛厄-瓦爾登堡-巴滕施泰因：（Ludwig Aloys zu Hohenlohe-Waldenburg-Bartenstein, 1765–1829）：法國元帥
- 奧古斯特·馮·霍恩洛厄-厄林根（Prinz August von Hohenlohe-Öhringen, 1784–1853）：符騰堡公國將領
- 亞歷山大·霍恩洛厄-瓦爾登堡-希靈斯菲斯特（Hohenlohe-Waldenburg-Schillingsfürst, 1794–1849）：神學家
- 克拉夫特·霍恩洛厄-英格爾芬根（Kraft zu Hohenlohe-Ingelfingen, 1827–1892）：普魯士將領、作家
- 維克多·霍恩洛厄-希靈斯菲斯特（Victor zu Hohenlohe-Schillingsfürst, 1818–1893）：拉蒂博爾公爵
- 克洛德維希·霍恩洛厄-希靈斯菲斯特（Chlodwig zu Hohenlohe-Schillingsfürst, 1819–1901）：德意志帝國首相
- 古斯塔夫·阿道夫·冯·霍恩洛厄-希靈斯菲斯特（Gustav Adolf von Hohenlohe-Schillingsfürst, 1823–1896）：樞機主教
- 康拉德·霍恩洛厄-瓦爾登堡-希靈斯菲斯特（英语：Prince Konrad of Hohenlohe-Schillingsfürst）（Konrad zu Hohenlohe-Waldenburg-Schillingsfürst, 1863–1918）：奧地利帝國首相
- 腓特烈·法蘭茲·霍恩洛厄-瓦爾登堡-希靈斯菲斯特（Friedrich Franz von Hohenlohe-Waldenburg-Schillingsfürst, 1879–1958）：奧匈帝國軍人，同時也是德國情報人員；他的妻子史蒂芬妮·馮·霍恩洛厄（Stephanie von Hohenlohe）也曾擔任德國間諜。
- 霍恩洛厄-朗根堡的戈特弗里德（Gottfried zu Hohenlohe-Langenburg, 1897–1960）：英國菲利普親王的姊夫

### 現存支系的家長

#### 諾伊恩斯坦因系
- 朗根堡分支：第10代霍恩洛厄-朗根堡親王菲利普（1970–），擁有朗根堡城堡
- 厄林根分支：第9代霍恩洛厄-厄林根親王、第5代烏耶斯特公爵克拉夫特（1933–），擁有諾伊恩斯坦因城堡

#### 瓦爾登堡系
- 巴爾騰斯坦因分支：第10代霍恩洛厄─巴爾騰斯坦因親王斐迪南（1942–），擁有巴爾騰斯坦因城堡
- 雅格斯特貝格分支：第2代霍恩洛厄─雅格斯特貝格親王亞歷山大（1937–），擁有哈爾騰貝格斯特騰城堡
- 瓦爾登堡─希靈斯菲斯特分支：霍恩洛厄─瓦爾登堡─希靈斯菲斯特親王弗里德里希‧卡爾（1933–），擁有瓦爾登堡城堡
- 希靈斯菲斯特分支：第12代霍恩洛厄─希靈斯菲斯特親王康斯坦丁（1949–），擁有希靈斯菲斯特城堡
- 拉蒂博爾與科爾菲分支：第5代拉蒂博爾公爵、第5代科爾菲公爵、霍恩洛厄─希靈斯菲斯特─梅特涅─山多爾親王維克托（1964–），擁有科爾菲帝國修道院、格拉芬內格與諾伊艾根等城堡（位於下奧地利）

## 霍恩洛厄軍團
霍恩洛厄軍團（Legion de Hohenlohe）為法國波旁王朝復辟期間存在的一支部隊，由反抗拿破崙的外籍士兵組成（主要是瑞士衛隊），並以擔任法國元帥的路易·阿洛瓦·德·霍恩洛厄─瓦爾登堡─巴爾騰斯坦因命名，成立於1815年，1831年解散，餘留的官兵改編至新成立的法國外籍兵團。

## 霍恩洛厄家族城堡
(*) 仍属于霍恩洛厄家族

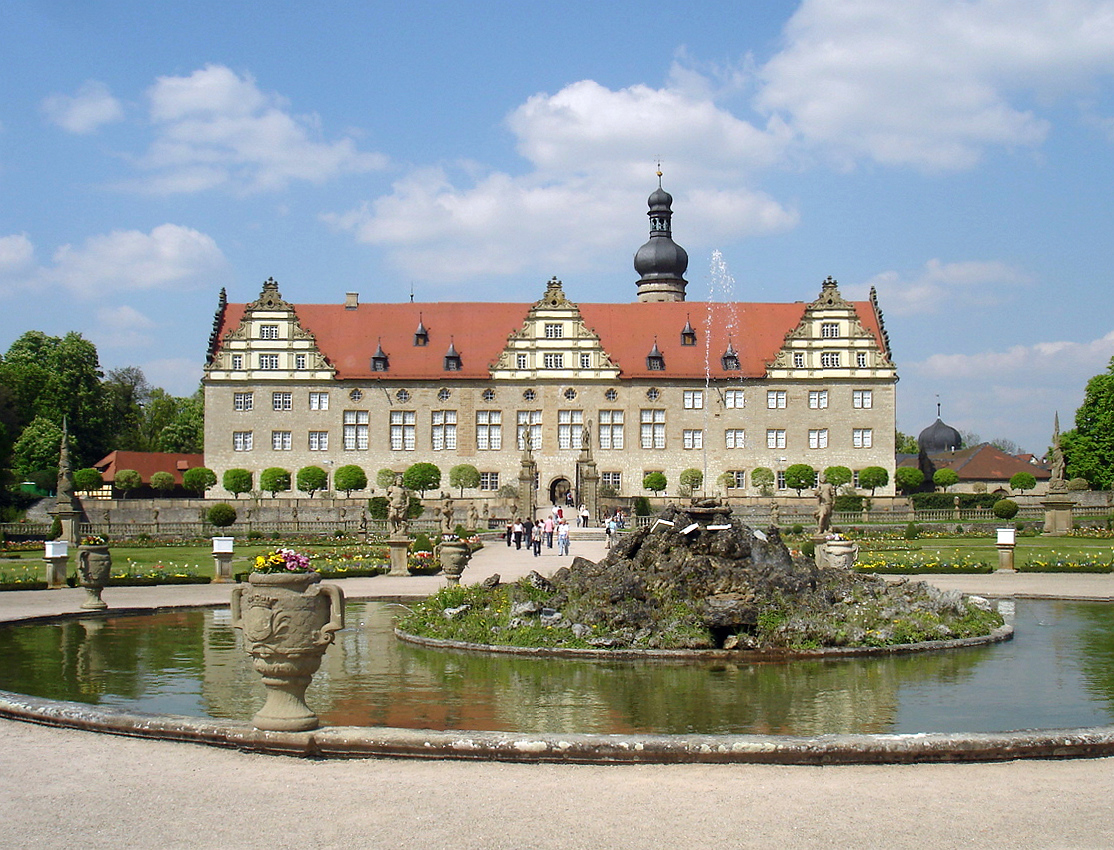
魏克斯海姆城堡
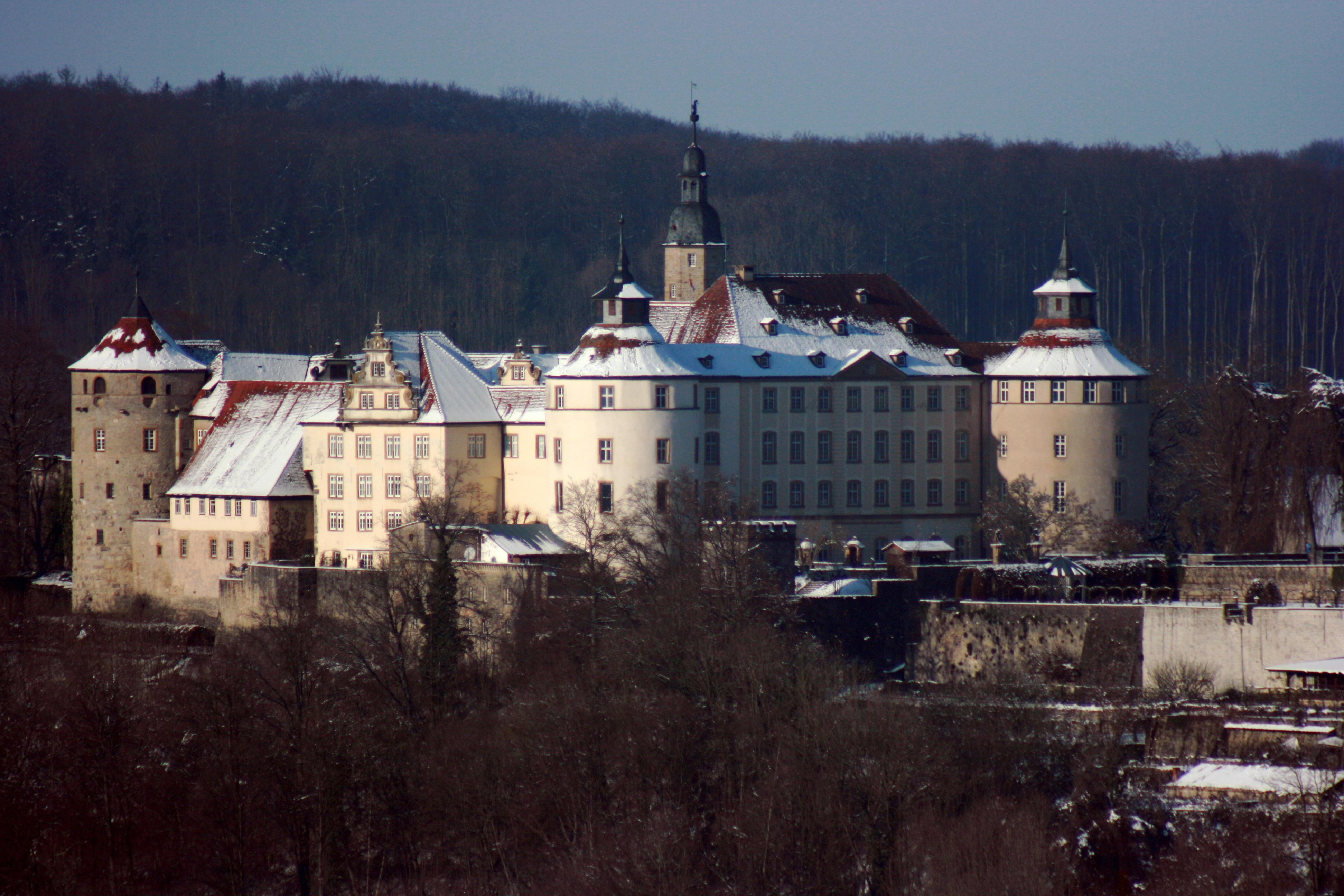
朗根堡城堡*
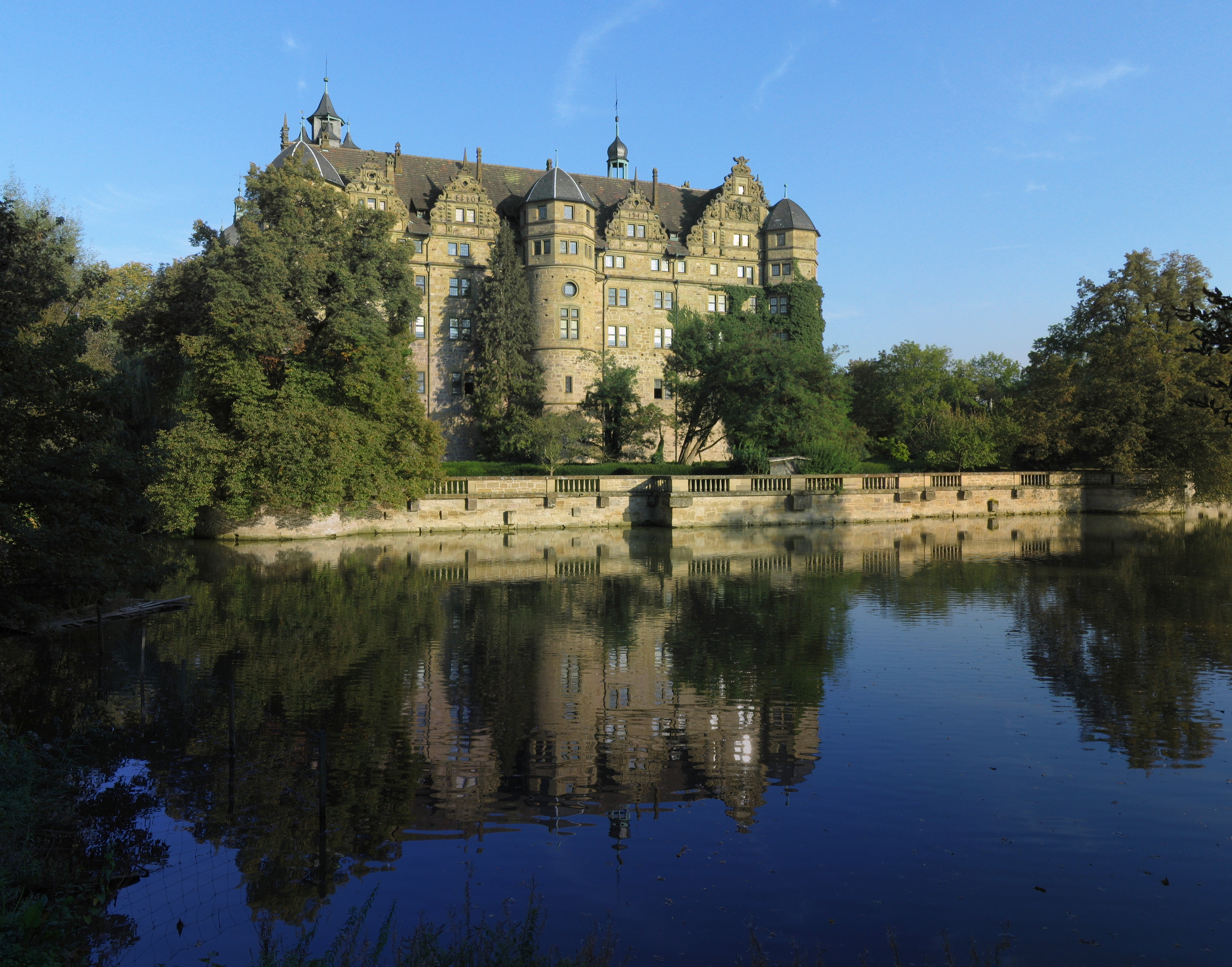
[[Neuenstein, Baden-Württemberg|諾恩施泰因城堡*
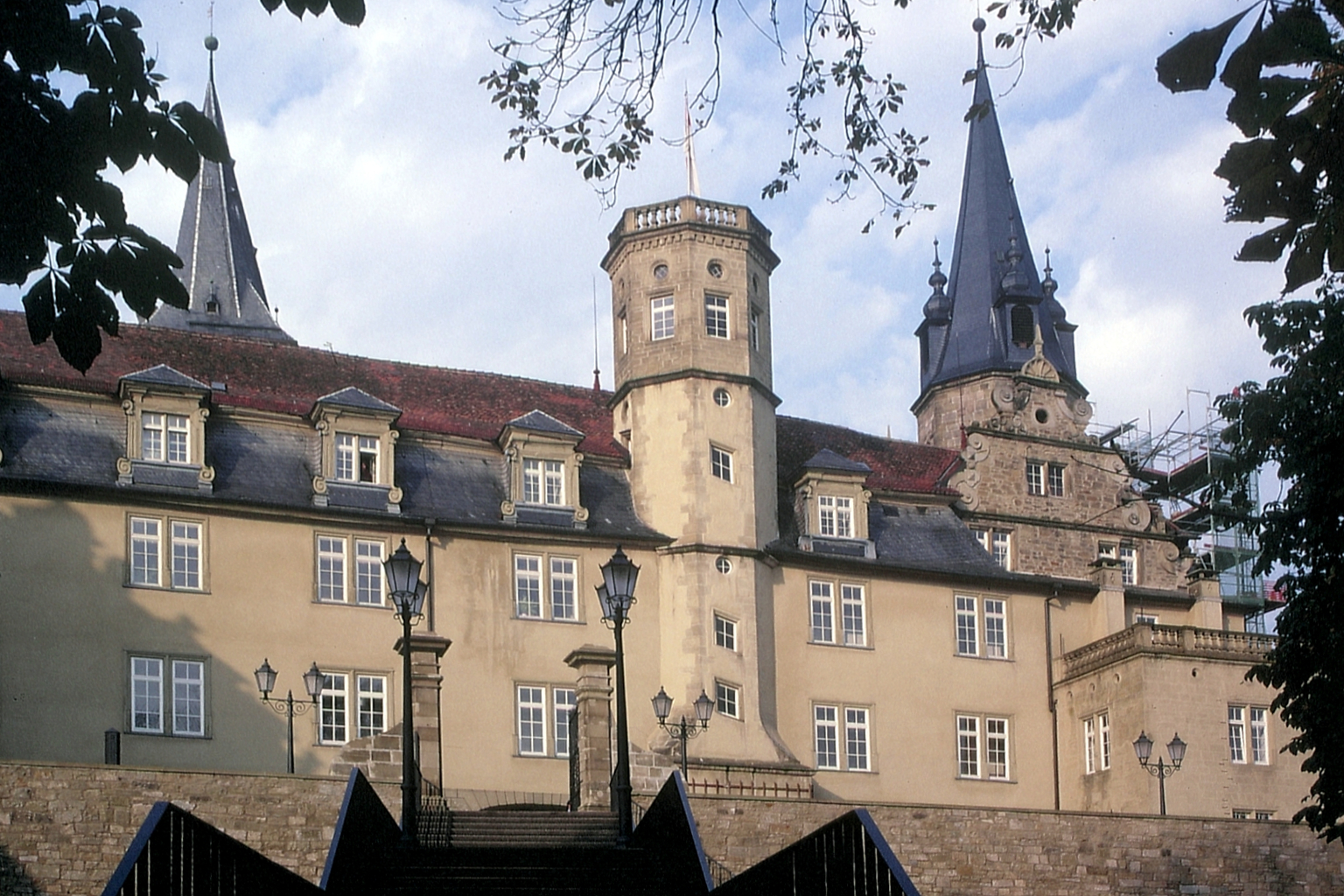
厄林根城堡
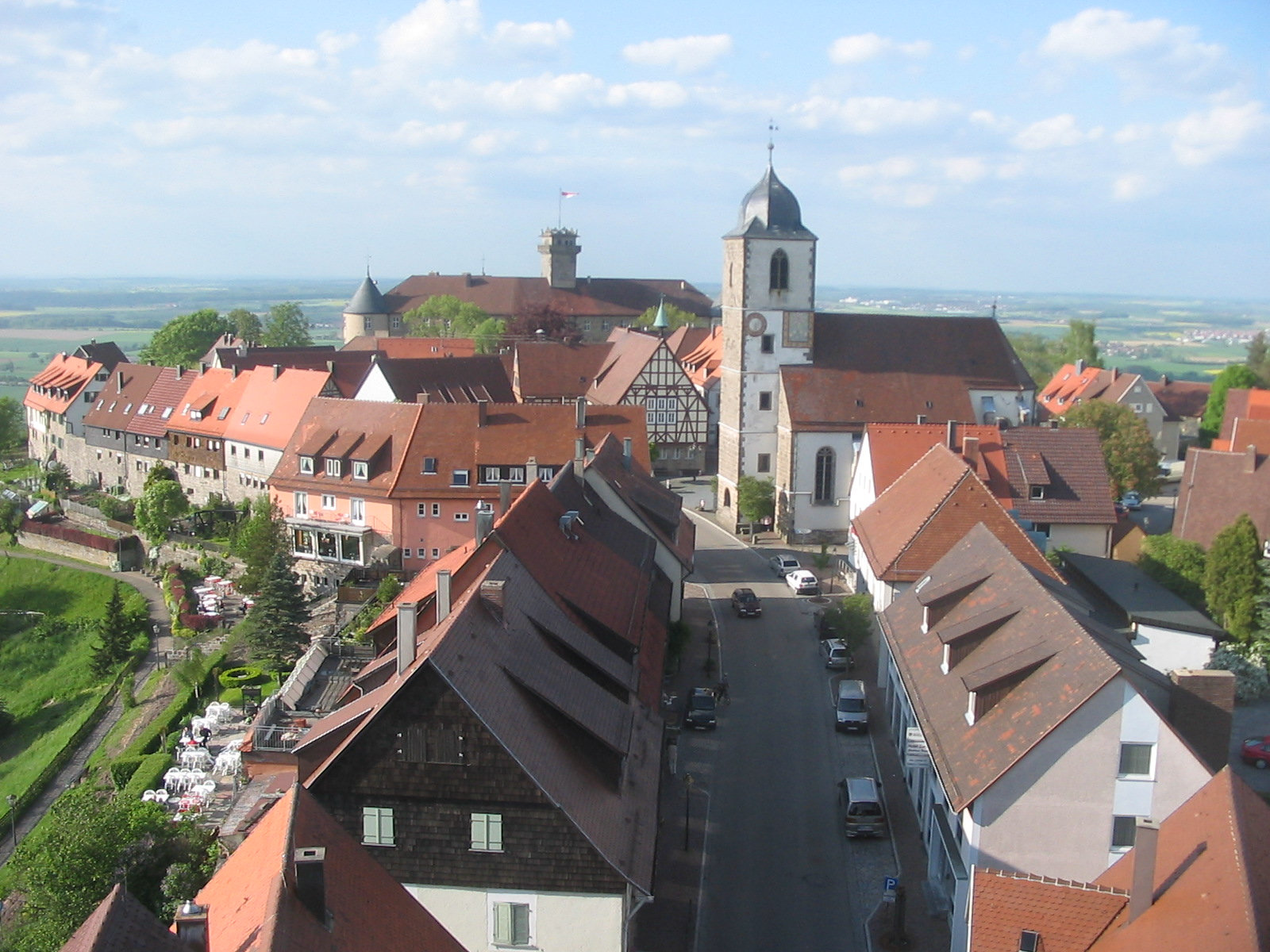
瓦尔登堡城堡*
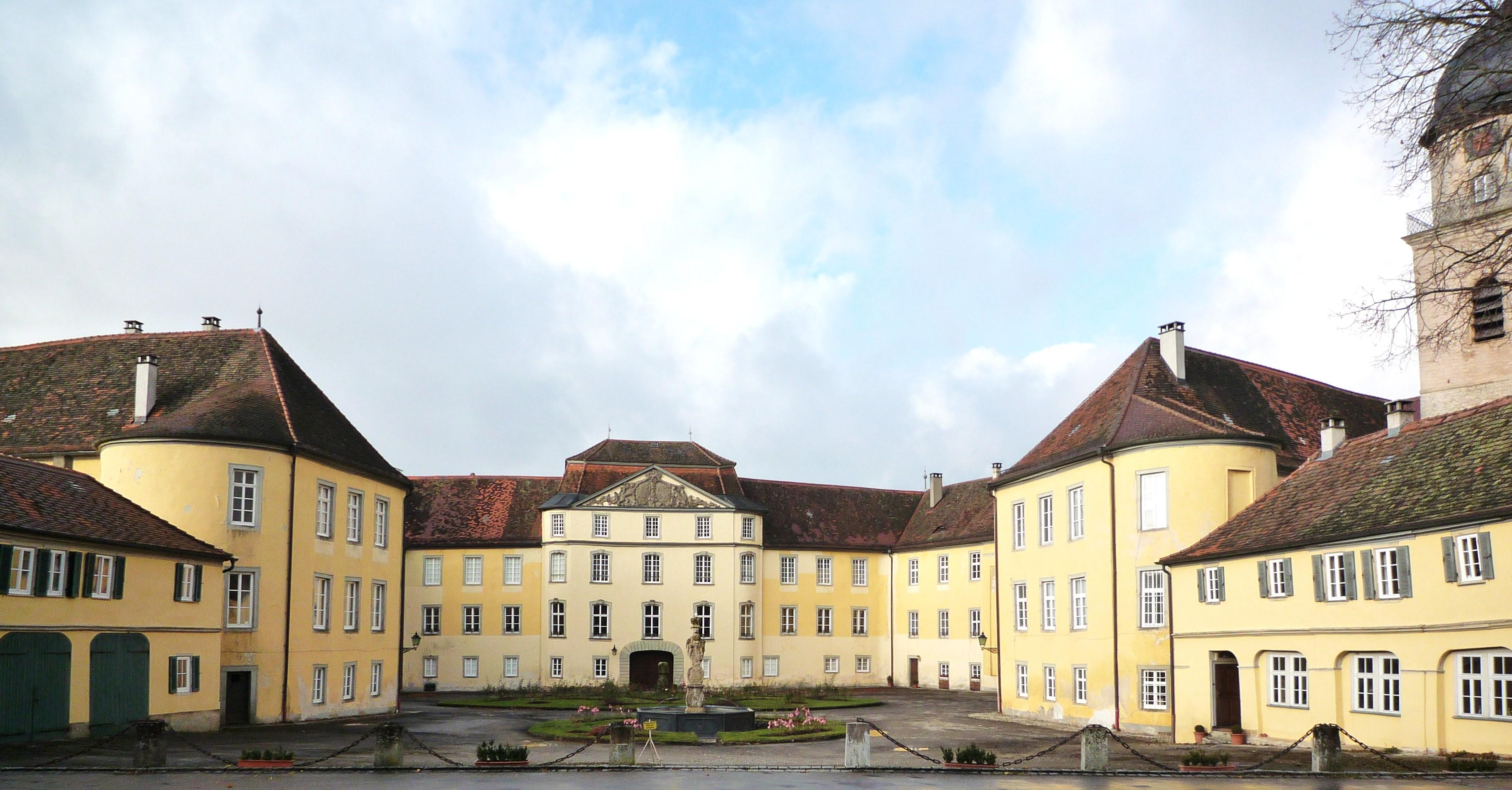
巴滕施泰因城堡*
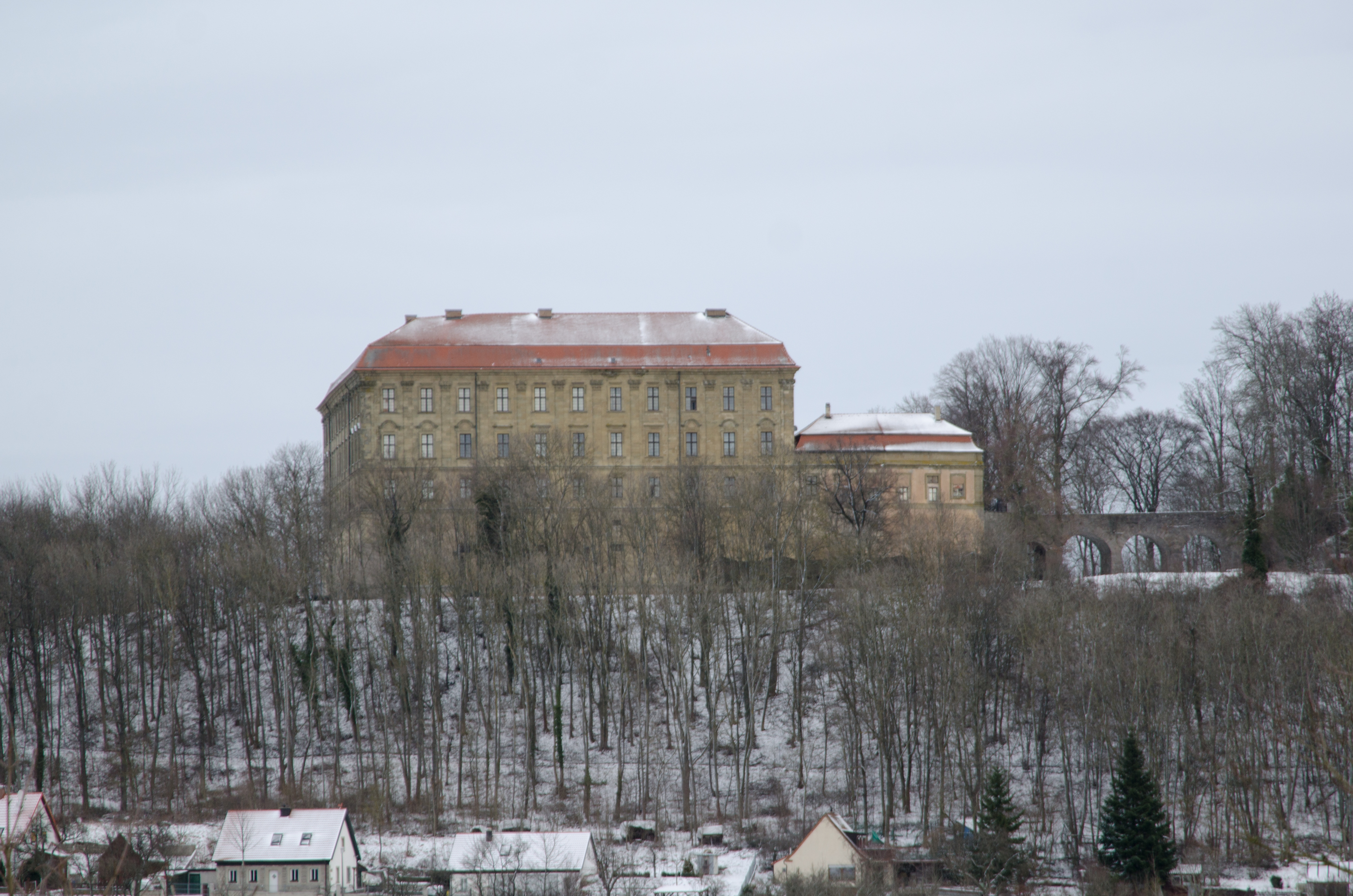
希靈斯菲斯特城堡*
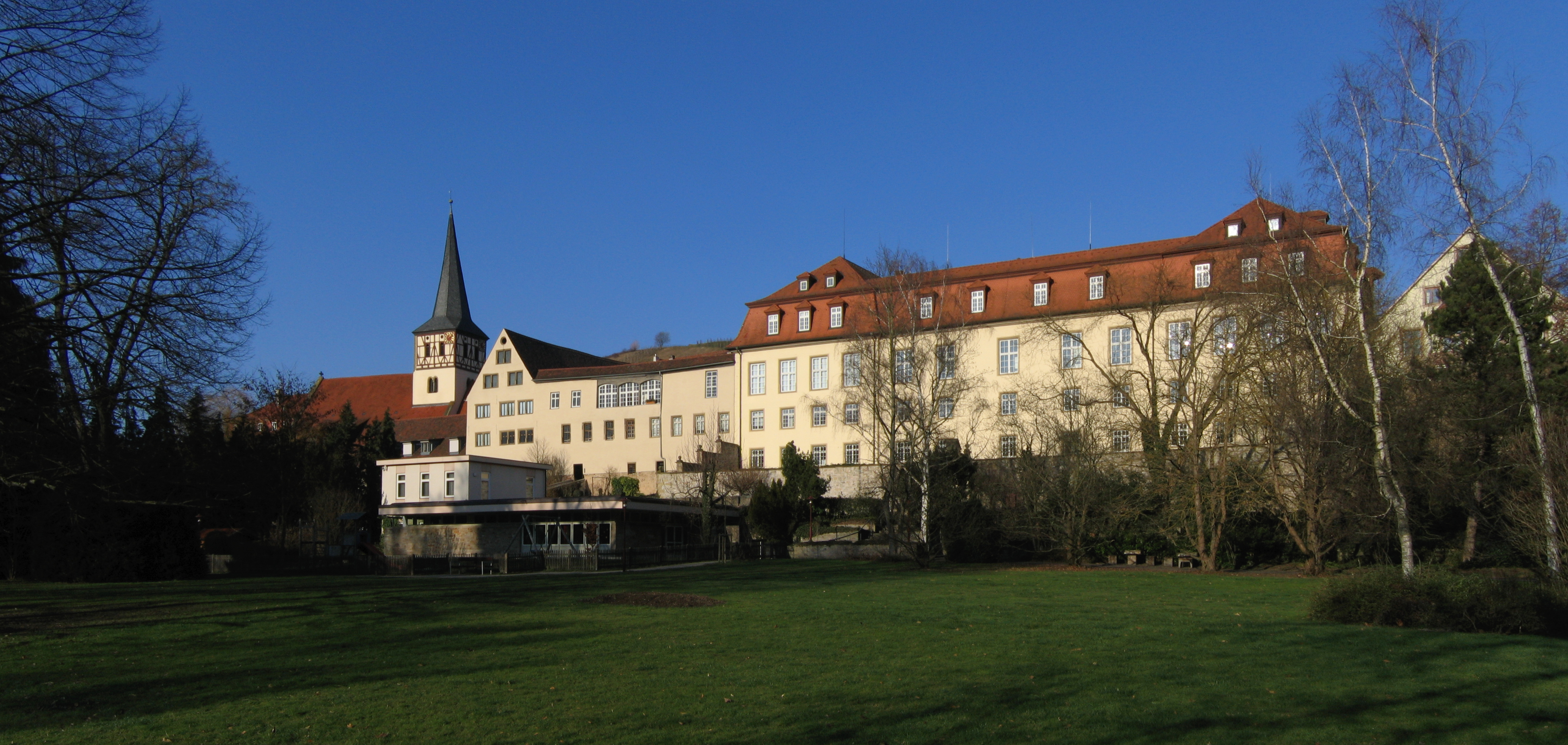
英格爾芬根城堡
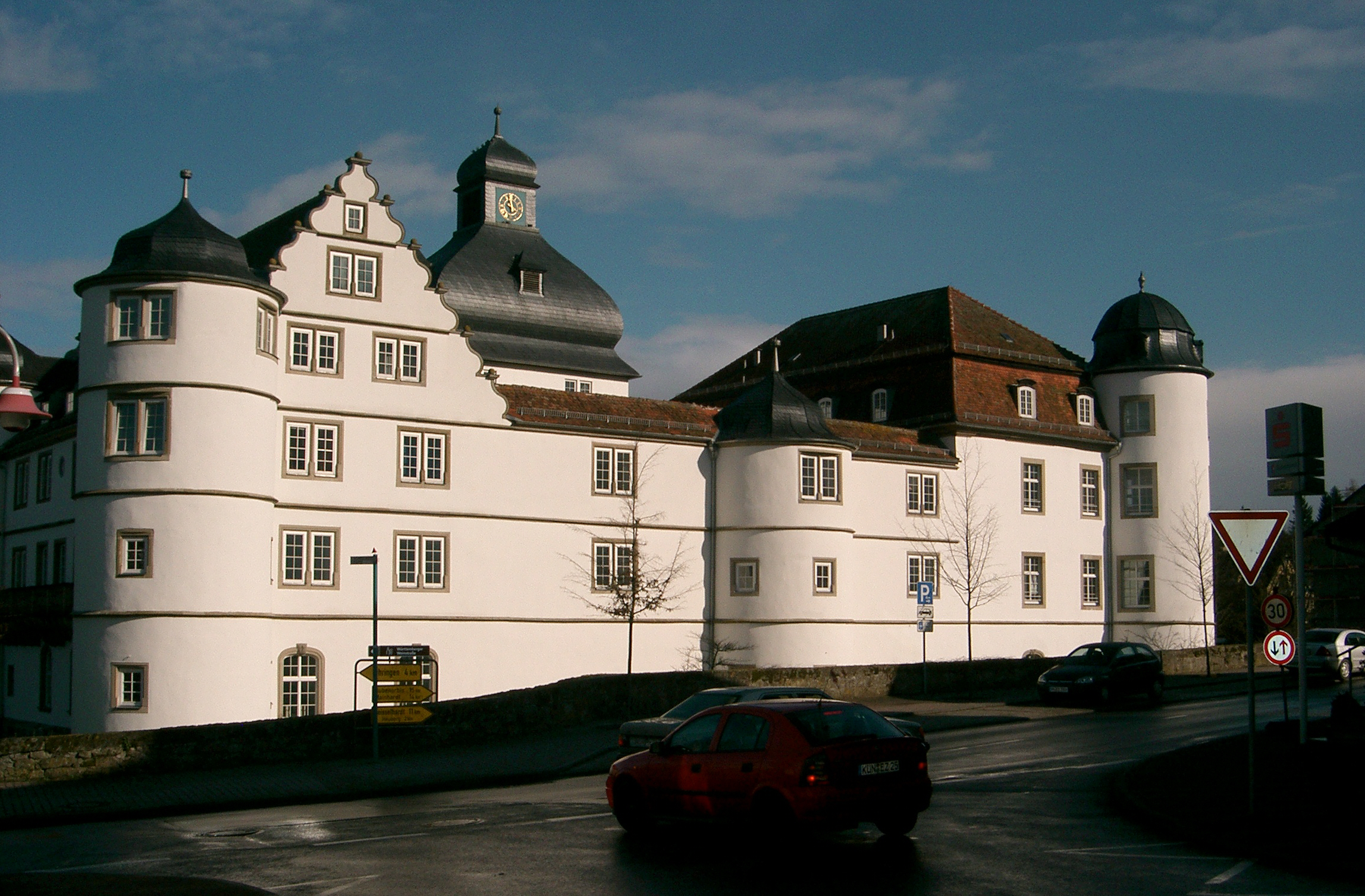
普費德爾巴赫城堡
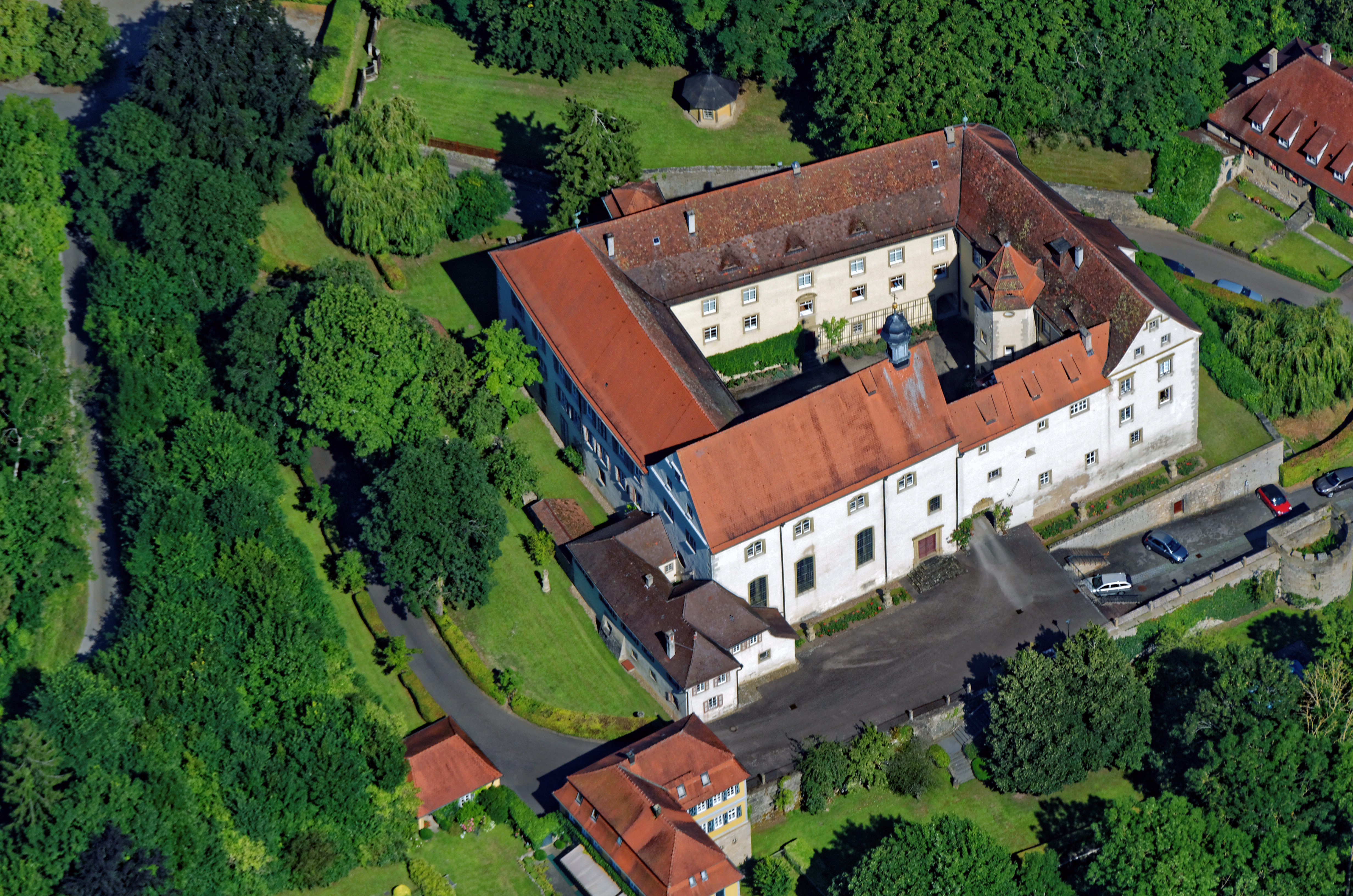
下施泰滕城堡*
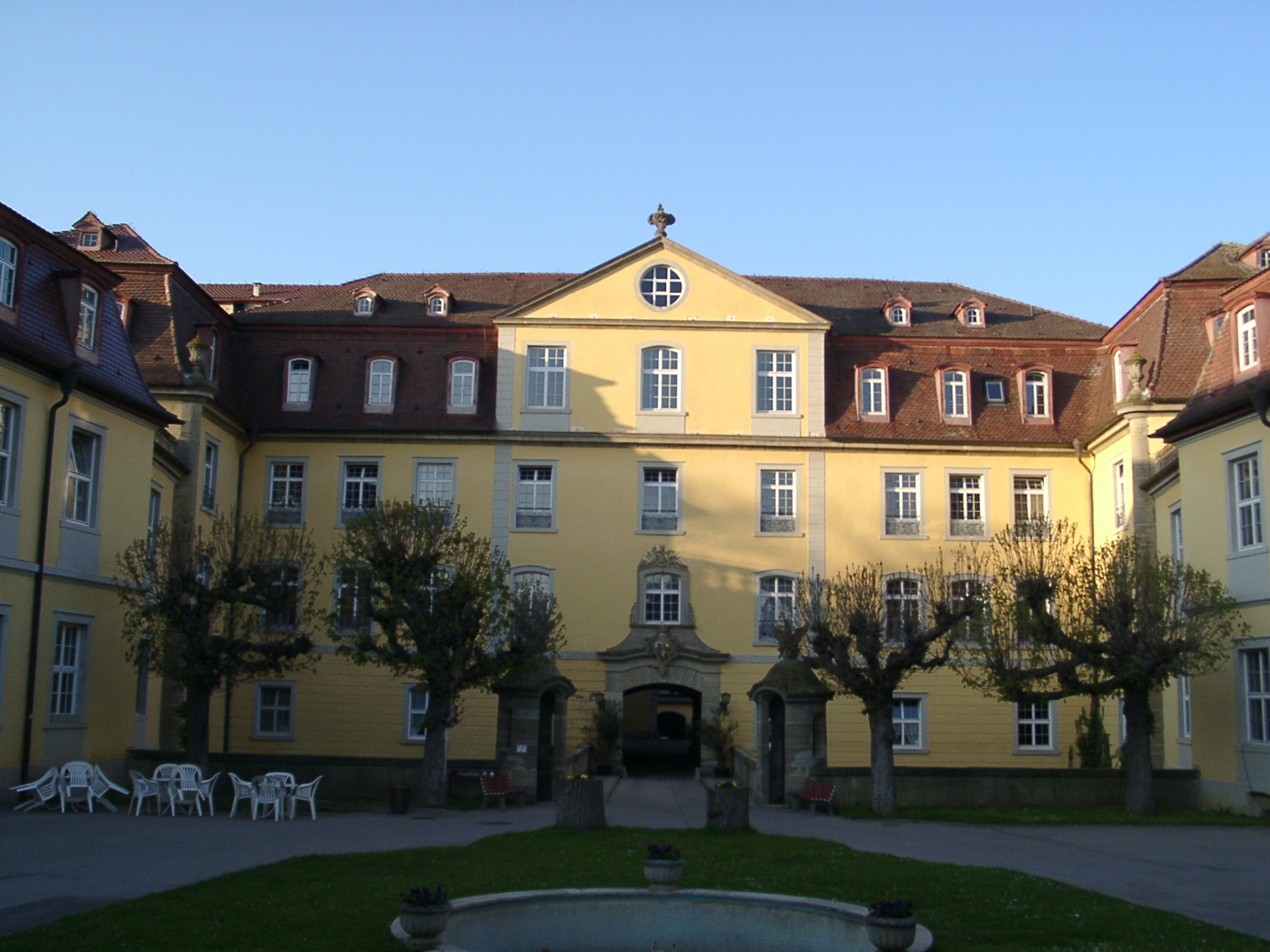
基希貝格城堡
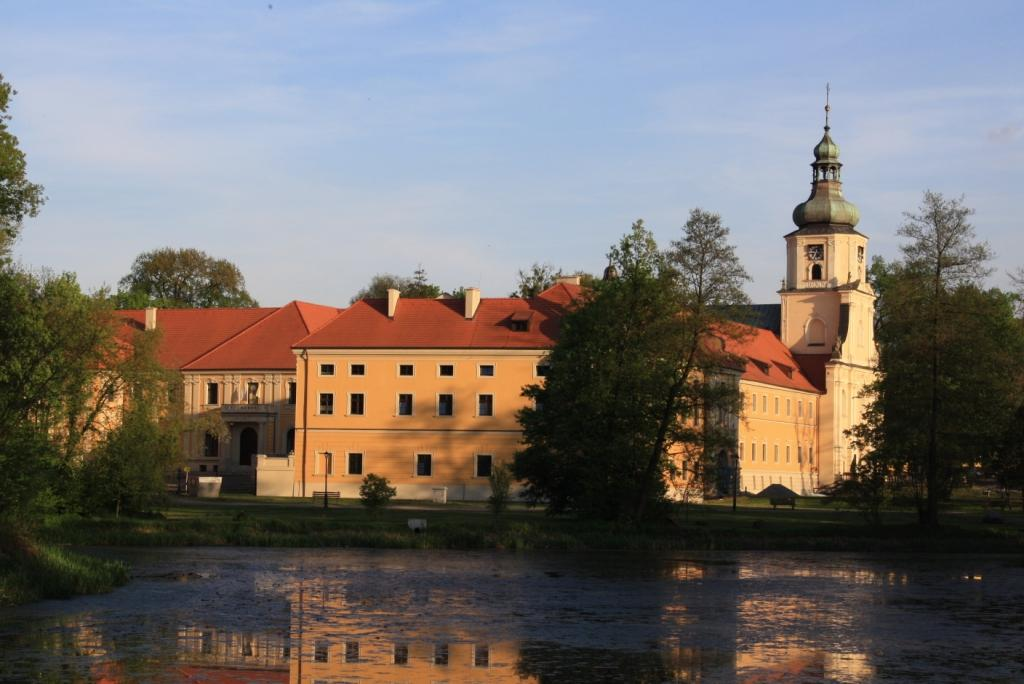
西里西亚鲁迪，现属于波兰
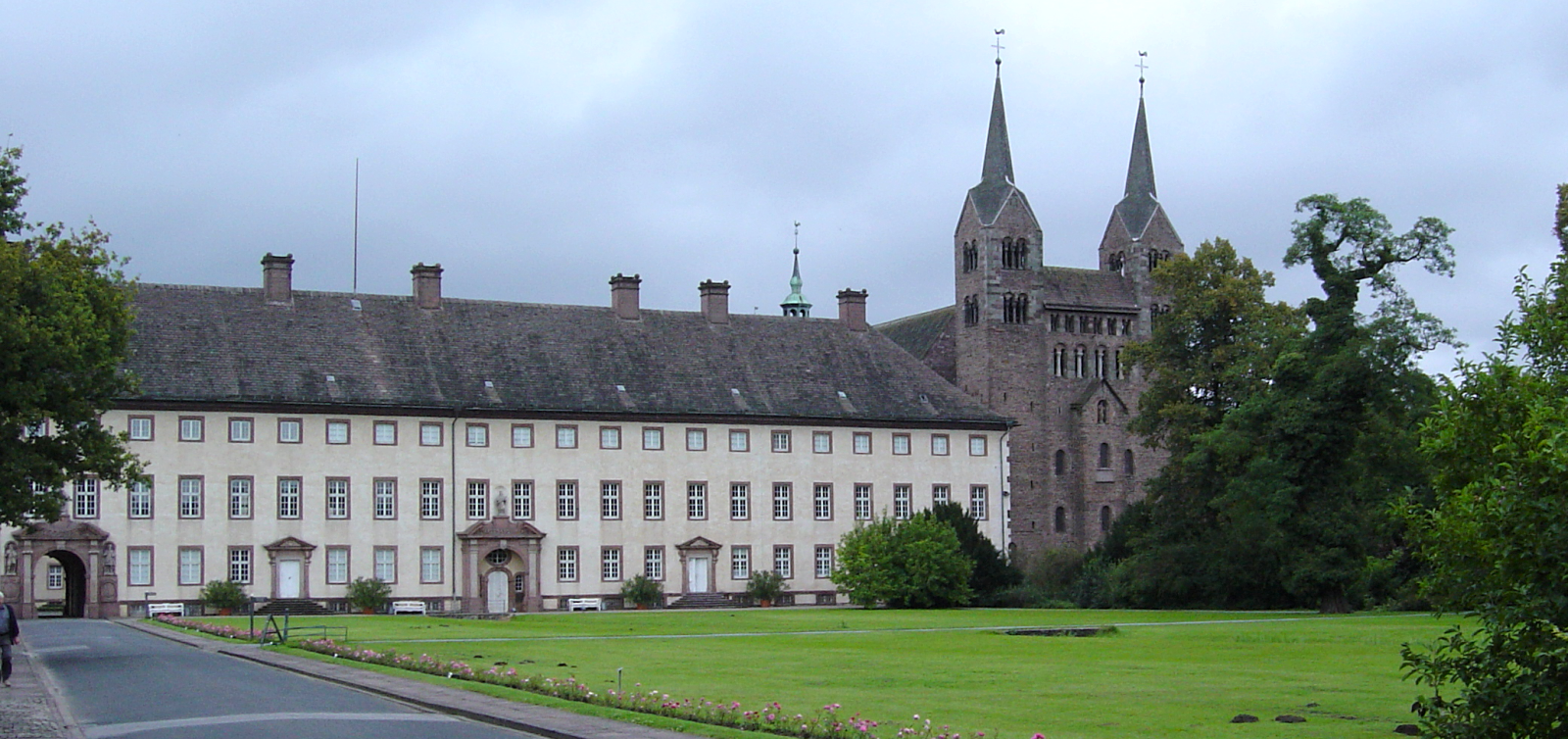
柯維修道院*
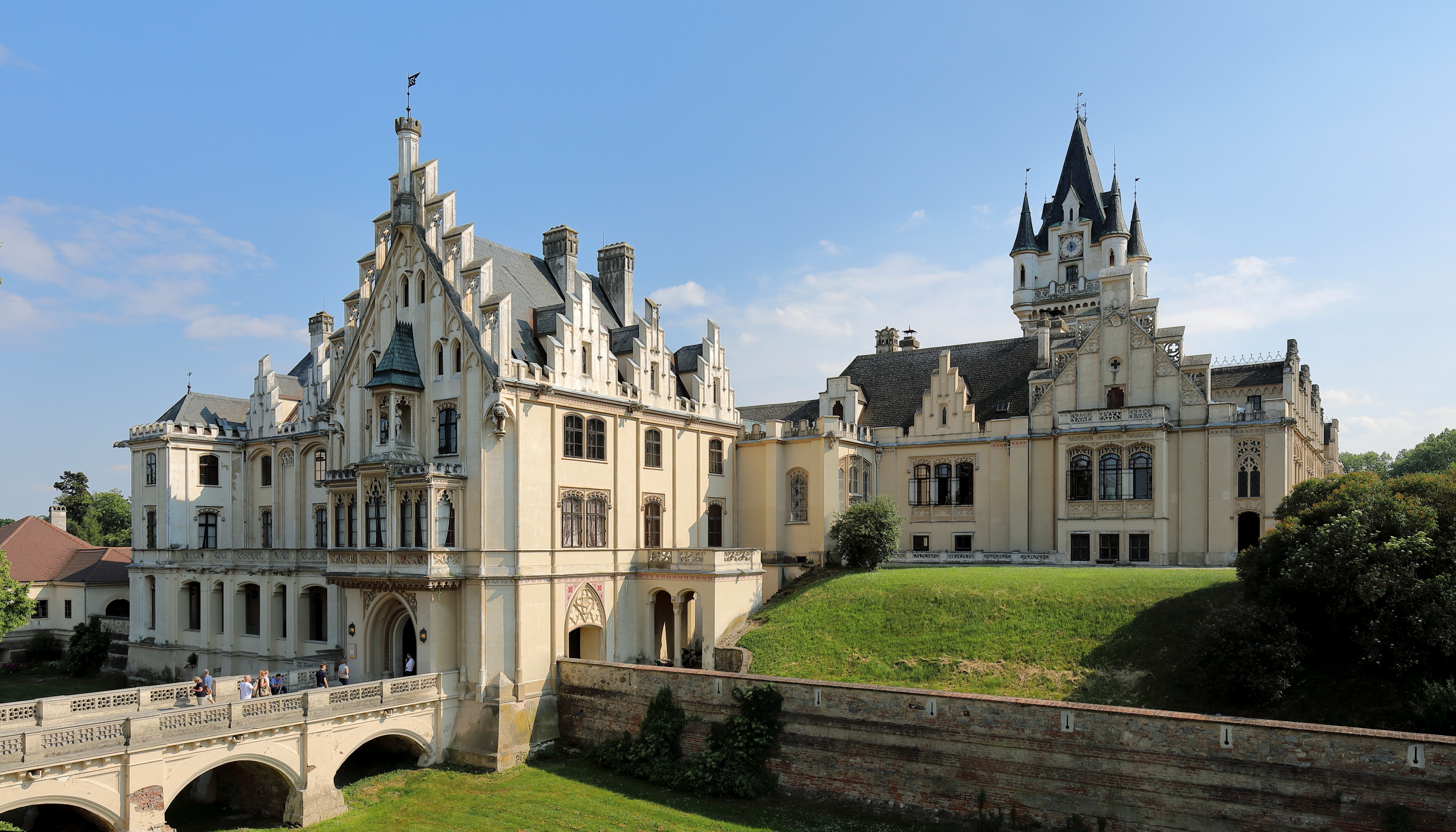
下奥地利格拉芬内格城堡*
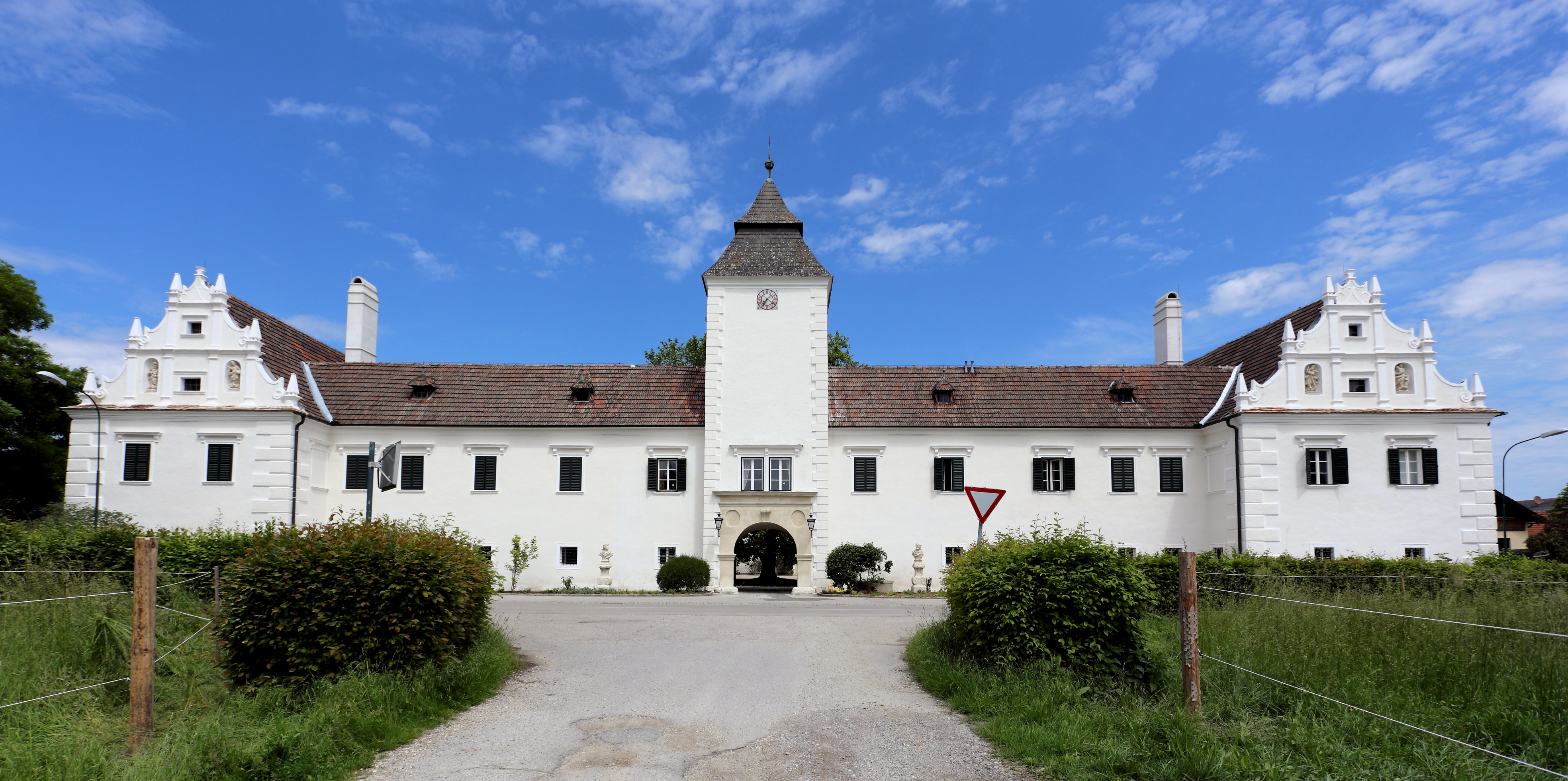
下奥地利纽艾根城堡*
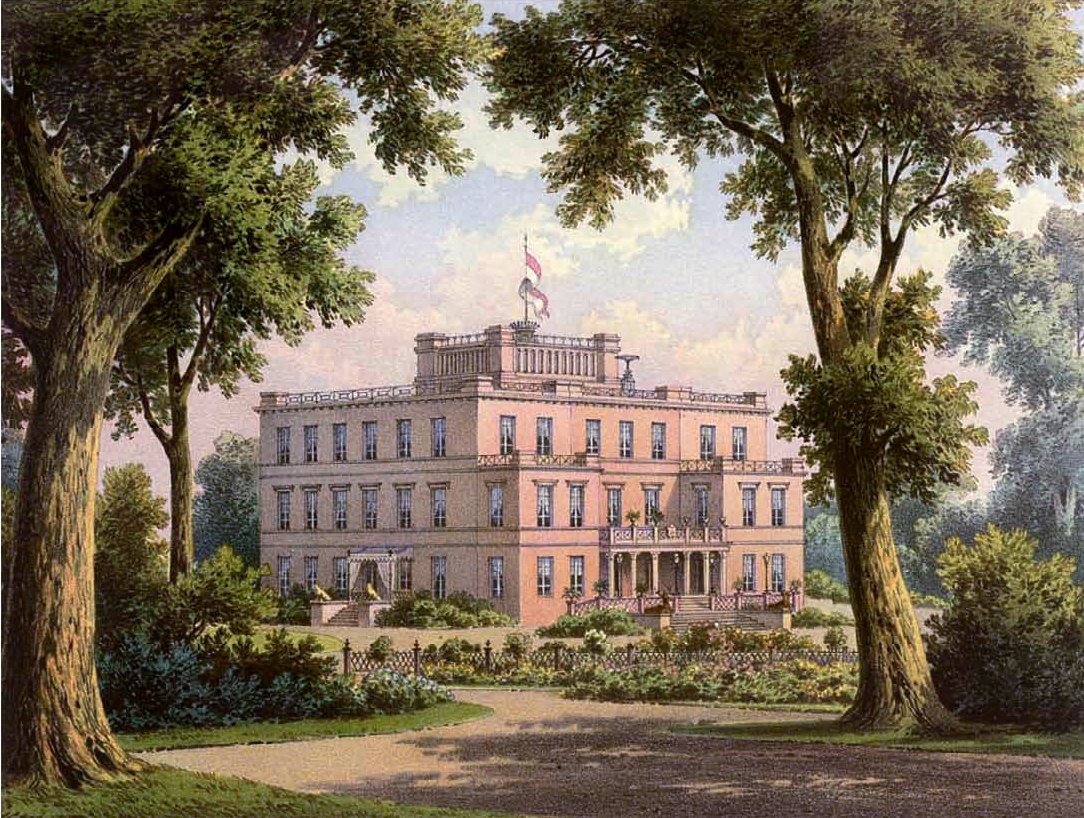
斯劳文茨宫位于西里西亚，归属波兰后被拆毁